# Détour mortel : La Fondation
Série Détour mortel
Détour mortel 6
(2014)
Pour plus de détails, voir Fiche technique et Distribution.
Détour mortel : La Fondation ou Détour mortel au Québec (Wrong Turn) est un film d'horreur américano-allemand réalisé par Mike P. Nelson, sorti en 2021. Il s'agit d'un reboot de la franchise horrifique Détour mortel qui compte six films (2003-2014). Le scénario est écrit par Alan B. McElroy, qui avait déjà fait le scénario des trois premiers films.
Le film suit Jen, son petit ami Darius et leurs quatre amis, Adam, Milla, Gary et Luis, qui prennent la décision de partir hors des sentiers battus pour visiter un fort abandonné de la Guerre Civile américaine malgré l'avertissement de plusieurs résidents locaux. Malheureusement, Gary perd la vie en se faisant écraser par un tronc d'arbre dégringolant du sentier en pente où il se trouvait avec ses amis tandis que, après une nuit passée dans leurs tentes, Milla est portée disparue. Ses proches trouvent une plaque datée de 1859 commémorant la création d'un groupe de colons dans les montagnes appelé la « Fondation ».

## Synopsis
Un groupe d'amis du New Jersey, Jen Shaw, son petit ami Darius, et les couples Adam et Milla et Gary et Luis, se rendent dans une petite ville de Virginie rurale avant de parcourir le sentier des Appalaches. Plusieurs résidents locaux, dont un homme du nom de Nate, les mettent en garde en leur disant qu'il est préférable de ne pas s'aventurer hors du sentier balisé. Jen rencontre brièvement une femme étrange, Édith, et une jeune fille muette, Ruthie, avant que le groupe ne commence sa randonnée. Plusieurs heures après le début de la randonnée, Gary est écrasé et tué par un tronc d'arbre dégringolant du sentier en pente là où lui et ses amis se trouvent. Perdus et affligés, les amis restants installent un camp pour la nuit. Le lendemain, le groupe découvre que Milla a disparu et que leurs téléphones portables ont été volés. A proximité, ils trouvent une plaque datée de 1859 commémorant la création d'un groupe de colons dans les montagnes appelé la « Fondation », qui croyait que la fin des États-Unis était proche.
En cherchant Milla, Adam est pris au piège. Peu de temps après, le groupe trouve Adam attaché et porté par deux hommes vêtus de vêtements primitifs et portant des crânes d'élan et de cerf. Après avoir affronté les deux hommes, qui parlent dans une langue inintelligible, Adam s'échappe et tue l'homme au crâne d'élan. Quelques instants plus tard, Milla apparaît et révèle au groupe qu'elle s'est cachée après avoir rencontré les deux hommes plus tôt. Le groupe tente de s'enfuir, mais est encerclé par d'autres hommes portant des masques d'animaux. En poursuivant Adam, Milla tombe dans une fosse et est empalée sur des branches d'arbres aiguisées. Adam l'abandonne avant qu'elle ne soit tuée par une flèche tirée par l'un des hommes masqués. Les autres membres du groupe - Jen, Adam, Darius et Luis - sont tous capturés.
Les amis sont emmenés dans la colonie primitive du groupe au fond de la forêt, traduits devant leur tribunal et accusés de meurtre. Jen reconnaît Edith et Ruthie, qu'elle a rencontrées la veille. Le chef de la Fondation, Venable, déclare Adam coupable et le condamne à mort tout en déclarant Jen, Darius et Luis coupables de mensonge et les condamne aux « Ténèbres ». Venable matraque ensuite Adam à mort. Peu de temps après, Luis tente de s'enfuir, mais Venable lui crève les yeux avec un couteau chauffé à blanc, le rendant aveugle. Jen supplie Venable de les épargner, elle et Darius, affirmant qu'ils leur seraient utiles. Venable accepte l'offre de Jen, et les deux intègrent dès lors la communauté. Jen séduit à contrecœur Venable.
Plusieurs semaines plus tard, le père de Jen, Scott Shaw, arrive dans la ville voisine pour la retrouver et obtient l'aide de la propriétaire du motel. Scott paie un pisteur local pour le conduire à travers la forêt. Après que le traqueur et son fils ont été tués par un piège, Scott retrouve la colonie mais est encerclé par le groupe de primitifs. Jen, apparemment victime d'un lavage de cerveau et mariée à Venable, tire sur son père avec une flèche. Venable condamne Scott aux « Ténèbres » pour intrusion et l'emprisonne. Cette nuit-là, Jen se faufile jusqu'au lieu où est emprisonné son père et le libère, révélant qu'elle ne lui a tiré dessus que pour ne pas éveiller les soupçons. Alors que Jen et Scott s'enfuient, Jen croise Darius sur son chemin, mais il refuse de partir. Jen croise Ruthie quelque temps après, qui les aide à s'échapper avant que Venable et plusieurs autres membres du culte ne les poursuivent. Sur leur chemin, Jen et Scott tuent l'un des membres du culte et découvrent les prisonniers aveuglés et échevelés, dont Luis, à qui Jen tire ensuite dans la tête par pitié. Jen et Scott s'enfuient et tuent plusieurs membres du culte, dont Édith. Ils rencontrent Nate et d'autres citadins armés qui offrent leur aide lorsque les cultistes les attaquent, tuant l'un des citadins et blessant Jen. Ils parviennent à s'échapper et Venable les regarde s'éloigner.
Plusieurs mois plus tard, Jen et son père ont repris une vie normale. Jen rend visite à sa belle-mère, mais à l'intérieur de la maison de celle-ci, elle croise les regards de Venable et Ruthie, qui ont récemment emménagé dans le quartier. Jen confronte Venable, qui remarque qu'elle est enceinte de plusieurs mois et demande à Jen de rentrer avec lui à la « Fondation ». Jen accepte à contrecœur à condition que Venable n'interfère plus jamais avec sa famille. Jen, Venable et Ruthie s'en vont dans un camping-car avec trois autres cultistes. Alors que le générique de fin apparaît à l'écran, le camping-car dévie de la route et percute une voiture garée, tuant ou neutralisant vraisemblablement deux des cultistes. Jen ouvre la porte et poignarde Venable à mort avant de lancer le couteau sur l'autre cultiste, le tuant. Jen et Ruthie s'en retournent vers la maison familiale de Jen, main dans la main.

## Fiche technique
- Titre original : Wrong Turn
- Titre français : Détour mortel : La Fondation
- Titre québécois : Détour mortel
- Réalisation : Mike P. Nelson
- Scénario : Alan B. McElroy
- Directeur artistique : Scott Daniel
- Décors : Roshelle Berliner
- Casting : Nancy Nayor
- Costumes : Gina Ruiz
- Photographie : Nick Junkersfeld
- Montage : Tom Elkins
- Musique : Stephen Lukach
- Producteurs : James Harris et Robert Kulzer
- Coproducteur : Dylan Tarason
- Producteurs exécutifs : Martin Moszkowicz et Jon D. Wagner
- Sociétés de production : Saban Films, Constantin Film et The H Collective
- Société de distribution : Saban Films (États-Unis), Constantin Film (Allemagne), Metropolitan FilmExport (France)
- Pays de production :  États-Unis,  Allemagne
- Langue originale : anglais et féroïen[2]
- Durée : 110 minutes
- Genre : horreur et thriller
- Dates de sortie :
  - États-Unis : 26 janvier 2021 (sortie limitée et en VOD)
  - Canada : 23 février 2021 (en DVD et VOD)
  - France : 3 juin 2021 (en DVD, Blu-ray et VOD)
- Interdit aux moins de 16 ans[3]

## Distribution
- Charlotte Vega (VFB : Sofia Abouatmane[4]) : Jen Shaw
- Adain Bradley (VFB : Maxime Van Santfoort) : Darius Clemons
- Bill Sage (VFB : Martin Spinhayer) : Venable / Crâne de mouton
- Emma Dumont (VFB : Claire Tefnin) : Milla D'Angelo
- Dylan McTee (VFB : Quentin Minon) : Adam Lucas
- Daisy Head (VFB : Mélissa Windal) : Edith
- Matthew Modine[5] (VFB : Laurent Vernin) : Scott Shaw
- Vardaan Arora (VFB : Fabian Finkels) : Gary Amaan
- Adrian Favela (VFB : Alexandre Crépet) : Luis Ortiz
- Tim de Zarn (VFB : Pascal Gruselle) : Nate Roades
- Rhyan Elizabeth Hanavan : Ruthie
- Chaney Morrow : Hobbs
- Damian Maffei[5] : Morgan / Crâne de cerf
- Mark Mench : Standard / Crâne de loup
- David Hutchison : Cullen / Crâne de sanglier
- Chris Hahn : Samuel / Crâne d'élan
- Richard Hagerman (VFB : Michel de Warzée) : Abernathy
- Valerie Jane Parker (VFB : Micheline Tziamalis) : Corrine
- Cory Scott Allen (VFB : Sébastien Hébrant) : Ed Jenkins
- Daniel R. Hill (VFB : Sébastien Hébrant) : Reggie
- Brady Gentry : Jackson
- Gary Ray Stearns : Lloyd Pettigrew
- Karen Olchovy : la femme de Samuel
- Brian Searle : Ted Nothum
- Amy Warner (VFB : Nathalie Hons) : Aileen
- Grant Brooks : Miles

Version française
- - Société de doublage : Dubbing Brothers
  - Direction artistique : Géraldine Frippiat

## Production

### Développement
En octobre 2018, la société de production allemande Constantin Film annonce un reboot de la franchise Détour mortel. Il sera écrit par le scénariste du film original Alan B. McElroy et réalisé par Mike P. Nelson.
Le 16 mai 2019, Charlotte Vega est annoncée comme étant la vedette de ce redémarrage par Screen Daily en interprétant le rôle de Jen.

### Tournage
Le tournage débute dans l'Ohio en septembre 2019.

## Réception
Détour mortel : La Fondation a été très mal reçu par le public. Il a reçu une note de 2,1/5 sur Allociné par les spectateurs sur les 401 notes reçus.